# 梯篤司
梯 篤司（かけはし あつし、1978年12月20日 - ）は、日本の男性声優。北海道釧路市出身。賢プロダクション所属。東京声優アカデミー講師で、演技力Iを担当。

## 略歴
高校2年生の時はあまりアニメに興味がなかったという。偶々聴いていた『新世紀エヴァンゲリオン』の主題歌が好きになったのをきっかけに、番組を見て衝撃を受け、返り咲きでアニメに熱中していた。
元々歌が好きで、高校時代でもバンドをしていたということもあり、声優が歌も歌いCDも出していることと、自身が映画好きということから、おのずと声優を意識するようになった。その後、アニメのイベントなどで、地元・北海道に来ていた声優のミニライブなどを見て、その思いを強め、上京して専門学校に入学。当初は歌での表現とは全く違う芝居の勉強にとまどいも感じていたが、持ち前のがんばりで乗り越えたという。
東京メディアアカデミーの声優ボーカル科（現：東京声優アカデミーの声優養成科）を卒業後、賢プロダクション付属の声優養成所スクールデュオに1期生として入所。1999年より賢プロダクションに所属。
企業プロモーション用ビデオのワンちゃん役でデビュー。
かないみかプロデュースのユニット「Revolver」に参加していたが、2006年10月15日に脱退した。

## 人物
趣味はゲーム、麻雀、NBA観戦。このうち麻雀は上手くなっているはずなのに年々弱くなっているのが目下の悩み。特技は歌唱。
好物は麺類全般、特にラーメン。方々のスタジオに行くたび、名店の検索は欠かさない。
同じ事務所に所属している荻野晴朗、布施川一寛と共に東京声優アカデミーで常勤講師として直接指導している。

## 出演
太字はメインキャラクター。

### テレビアニメ
2003年
- F-ZERO ファルコン伝説（手下5）
- DEAR BOYS（陸上部キャプテン）

2004年
- 宇宙交響詩メーテル 銀河鉄道999外伝（オペレーター〈1〉、機械化兵、男〈1〉、放送球、999号の声）
- お伽草子（警官、警備員、アナウンサー、駅員B）
- KURAU Phantom Memory（男B、隊員1、GPOリーダー）
- B-伝説! バトルビーダマン（チンピラB、ビーダーA）

2005年
- IGPX（2005年 - 2006年、工員B、スポンサーB、男、男D、メカニック）
- いちご100%（上級生、男、男子、生徒）
- 頭文字D Fourth Stage （ギャラリー、店員、仲間〈A〉 他）
- ギャラリーフェイク（無線音声）
- Canvas2 〜虹色のスケッチ〜（男性客、男性教師）
- CLUSTER EDGE（生徒）
- 交響詩篇エウレカセブン（2005年 - 2006年、レーダー手、索敵士、オペレーター、部下A、索敵士A）
- こてんこてんこ（兵士、妖精）
- SHUFFLE!（男子生徒）
- 蒼穹のファフナー RIGHT OF LEFT（村上剛史）
- 創聖のアクエリオン（2軍エレメント）
- Paradise Kiss（モヒカン男、店員）
- BLACK CAT（2005年 - 2006年、ならず者、見張り、捜査官、兵士、クランツ＝マドゥーク 他）
- ポケットモンスター アドバンスジェネレーション（スギオ）
- 舞-乙HiME（ウェイター、カルデア代表、黒服、船のおっちゃん）
- まじめにふまじめ かいけつゾロリ（代表者、客）
- 焼きたて!! ジャぱん（参加者）
- らいむいろ流奇譚X CROSS〜恋、教ヘテクダサイ。〜 （兵士、古代礼武）

2006年
- おろしたてミュージカル 練馬大根ブラザーズ（ホスト、近所の住民、芸人、機動隊員）
- 金色のコルダ〜primo passo〜（星奏学院生徒）
- くじびきアンバランス（反乱分子A）
- ザ・サード 〜蒼い瞳の少女〜（旅族、洞窟の技術屋）
- 砂沙美☆魔法少女クラブ（駅員、リポーター）
- 地獄少女 二籠（弘樹）
- 獣王星（地下都市の男、兵士）
- 009-1（観光客）
- ちょこッとSister（ヤンキーB）
- ツバサ・クロニクル（船員）
- NIGHT HEAD GENESIS（田所、ダイゴ、田口、スタッフ、堂本）
- NANA（サラリーマン、客）
- ひぐらしのなく頃に（不良1）
- プリンセス・プリンセス（生徒、部員、男）
- xxxHOLiC（2006年 - 2008年、薬局の店員A〈陸王〉） - 2シリーズ
- 無敵看板娘（客1）
- らぶドル 〜Lovely Idol〜（客2）
- 流星のロックマン（サテラポリス、ピッチャー、他）

2007年
- アイドルマスター XENOGLOSSIA（カメラマン）
- 結界師（中目黒）
- ひぐらしのなく頃に解（不良）
- 護くんに女神の祝福を!（チンピラ〈劇中〉、宅配人）

2012年
- エリアの騎士（兵藤誠）
- クレヨンしんちゃん（2012年 - 2022年、司会〈男〉、執事A、番組MC、天気予報士、戦闘員、竹夫 他）
- 忍たま乱太郎（2012年 - 2022年、白南風丸）

2015年
- 名探偵コナン（2015年 - 2023年、神崎幸生、成瀬純、岡本寿飛太）

2016年
- アイカツスターズ!（2016年 - 2018年、山口FD） - 2シリーズ
- OZMAFIA!!（アクセル）
- ドラえもん（テレビ朝日版第2期）（2016年 - 2018年、ナポレオン、おじさん、漁師B）

2017年
- 将国のアルタイル（イドリス）

2018年
- DOUBLE DECKER! ダグ&キリル（レポーター）

2020年
- アルテ（マテイ）

2021年
- 出会って5秒でバトル（熊切の兄）

2025年
- パズドラ（製造番号804）

### 劇場アニメ
- 劇場版 鋼の錬金術師 シャンバラを征く者（2005年）
- 劇場版ポケットモンスター アドバンスジェネレーション ミュウと波導の勇者 ルカリオ（2005年、レジスチル）
- 超劇場版ケロロ軍曹 撃侵ドラゴンウォリアーズであります!（2009年、おじさん）
- クレヨンしんちゃん 嵐を呼ぶ!オラと宇宙のプリンセス（2012年、配送員[12]）
- 交響詩篇エウレカセブン ハイエボリューション1（2017年、フライトデッキクルーB）
- 映画ドラえもん のび太の地球交響楽（2024年、アナウンサー）
- 劇場版 忍たま乱太郎 ドクタケ忍者隊最強の軍師（2024年、ドクタケ忍者）
- クレヨンしんちゃん 超華麗!灼熱のカスカベダンサーズ（2025年）

### OVA
- いちご100%（2005年、男3、警備員3）
- 鬼公子炎魔（2006年、サブ）
- CLUSTER EDGE Secret Episode（2006年、クラスター生徒）
- 華ヤカ哉、我ガ一族 キネトグラフ（2012年、宮ノ杜進[13]）

### Webアニメ
- リーンの翼（2005年、ハレガム）
- アニメで分かる心療内科（2015年、下着フェチの人、男A）

### ゲーム
2000年
- タツノコファイト（アンドロ軍団、ギャラクターの皆さん）

2003年
- 薔薇ノ木ニ薔薇ノ花咲ク（木下真弓）

2004年
- 幻想水滸伝IV（ケネス）

2005年
- Rhapsodia（ケネス）

2008年
- ルミナスアーク2 ウィル（リヒテル）

2010年
- 華ヤカ哉、我ガ一族（宮ノ杜進）

2011年
- 華ヤカ哉、我ガ一族 キネマモザイク（宮ノ杜進）
- ファイナルファンタジー零式（フィールドボイス）

2013年
- OZMAFIA!!（アクセル）
- 華ヤカ哉、我ガ一族 黄昏ポウラスタ（宮ノ杜進）

2014年
- Vinculum Hearts 〜アイリス魔法学園〜（リー＝フィッツウイリアム）
- 限界凸記 モエロクロニクル（カルゴス）
- 放課後colorful＊step〜うんどうぶ!〜（坂本一男）

2015年
- OZMAFIA!! -vivace-（アクセル）
- 華ヤカ哉、我ガ一族 幻燈ノスタルジィ（宮ノ杜進）
- 華ヤカ哉、我ガ一族 モダンノスタルジィ（宮ノ杜進）

2017年
- ファイアーエムブレム Echoes もうひとりの英雄王（リュート）

2018年
- 天涯ニ舞ウ、粋ナ花（宮ノ杜進）

2021年
- ファイアーエムブレムヒーローズ（2021年 - 2022年、リュート、リフィス）

### ドラマCD
- 最終神話戦争イデアオペラ シリーズ（セナ・カズハ）
  - 最終神話戦争イデアオペラ オリジナルドラマCD 第1章 罅割れたミュトス
  - 最終神話戦争イデアオペラ オリジナルドラマCD 第2章 彷徨う冥界の扉
  - 最終神話戦争イデアオペラ オリジナルドラマCD 第3章 輝ける悠遠の女神
- 華ヤカ哉、我ガ一族 シリーズ（宮ノ杜進）
  - 華ヤカ哉、我ガ一族 ドラマCD 「賑わいませう、星降る聖夜に」
  - 華ヤカ哉、我ガ一族 キネマモザイク ドラマCD 〜宮ノ杜とらぶる〜
  - 華ヤカ哉、我ガ一族 ドラマCD 「御杜銀座帝国最強呪いの宮ノ杜パーラー」[26]
  - 華ヤカ哉、我ガ一族 ドラマCD 「宮ノ杜兄弟創作カレー」[26]
- OZMAFIA!! （アクセル）
  - OZMAFIA!! Character song Vol.1 「CARAMIA」（※ドラマパートのみ出演）
  - OZMAFIA!! Character song Vol.4 「KYRIE」（※ドラマパートのみ出演）
- 機動戦士ガンダムNT Blu-ray特典ドラマCD「獅子の帰還」（セリノ・カジョ[27]）

### BLCD
- 薔薇ノ木ニ薔薇ノ花咲ク〜水川抱月ノ事件簿〜（木下真弓）
- 沈黙の狼（体育教師）
- 予感〜Yokan〜（武部）
- 好きなものは好きだからしょうがない!!―シアワセノマホウ―（生徒・教師）
- 大っキライ!（男性映研部員）
- SASRA 1（ソベク）

### 吹き替え

#### 俳優
- ジェイソン・アールズ
  - シークレット・アイドル ハンナ・モンタナ（ジャクソン・スチュワート）
    - ハンナ・モンタナ/ザ・ムービー（ジャクソン・スチュワート）

  - スタジオDC:オールスター・ライブ
  - ダッドナップ パパ誘拐計画（マーヴ）
  - とび蹴りアチョ〜ズ!（ルーディ）

#### 映画
- 悪魔のえじき
- アマゾン
- 暗戦 デッドエンド
- インディアン・サマー
- イントレピッド
- エクストラカリキュラー・アクティビティーズ
- 同い年の家庭教師
- ザ・サバイバー-漂流者-（フリッツ）
- 幸せのレシピ
- スパイダーボーイ
- セックスと嘘とインターネット
- 小さな恋のステップ
- とかげの可愛い嘘
- ハートビート（ロバート）
- ハリー・ポッターと不死鳥の騎士団
- ベッカムに恋して
- マイ・パーフェクト・ロマンス（ベン・ロビンソン）
- マイ・ボス マイ・ヒーロー
- 理想の恋人を見つけるための７つのジンクス（ライアン）
- ワンス・アポン・ア・タイム・イン・チャイナ/少林故事
- ワンス・アポン・ア・タイム・イン・チャイナ/辛亥革命
- ワンス・アポン・ア・タイム・イン・チャイナ/理想年代

#### ドラマ
- オポジット学園
- シナリオライターは君だ!
- ナース・ジャッキー
- ハイスクール・ウルフ
- 花ざかりの君たちへ〜花様少年少女〜（関目京悟）
- パワーレンジャー・ライトスピード・レスキュー（カーター・グレイソン / レッドレンジャー〈ショーン・Cw・ジョンソン〉）

#### アニメ
- カーズ2[28]
- くもりときどきミートボール（フリント・ロックウッド）
  - くもりときどきミートボール2 フード・アニマル誕生の秘密（フリント・ロックウッド[29]）
- ティーン・タイタンズ 東京で大ピンチ!（サイコテック）

### ボイスオーバー
- アニマルプラネットサファリ
- ネパール王室の悲劇
- フレンズ フォウ チェンジ ゲームス（ジェイソン・アール）
- マーサ・スチュワートリビング

### キャラクターソングCD
- OZMAFIA!! （アクセル）
  - OZMAFIA!! Character song Vol.2 「AXEL」

### オーディオブック
- 快楽刑（高橋研二との共作）
- イミテーションセックス

### CM
- トヨタ・カローラ神奈川

### シリーズ一覧
1. ↑  第1期（2006年）、第2期『◆継』（2008年）
2. ↑  第1部（2016年 - 2017年）、第2部（2017年 - 2018年）